# Wurzelspitzenresektion

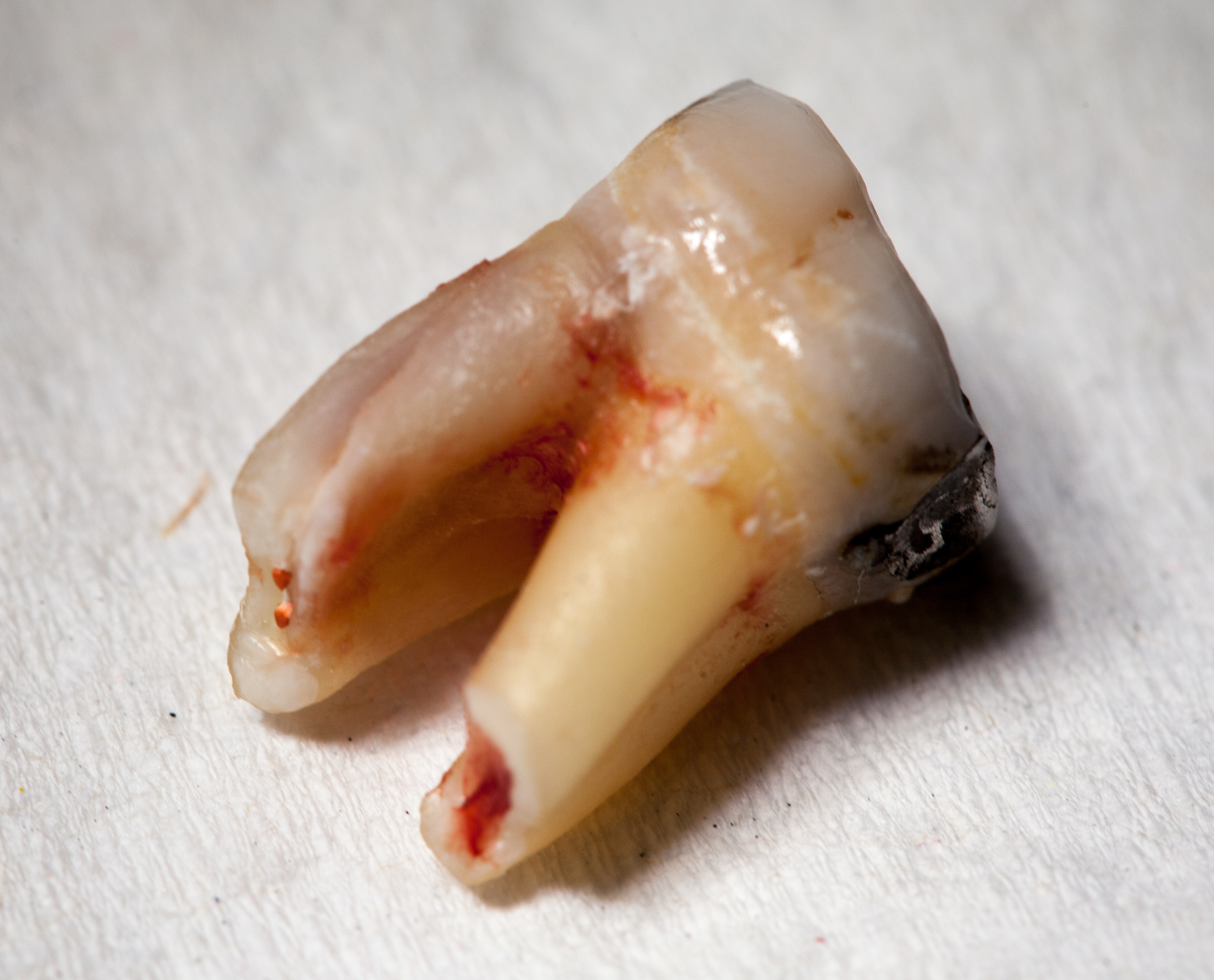
Extrahierter Zahn; früher durchgeführte Wurzelspitzenresektion erkennbar

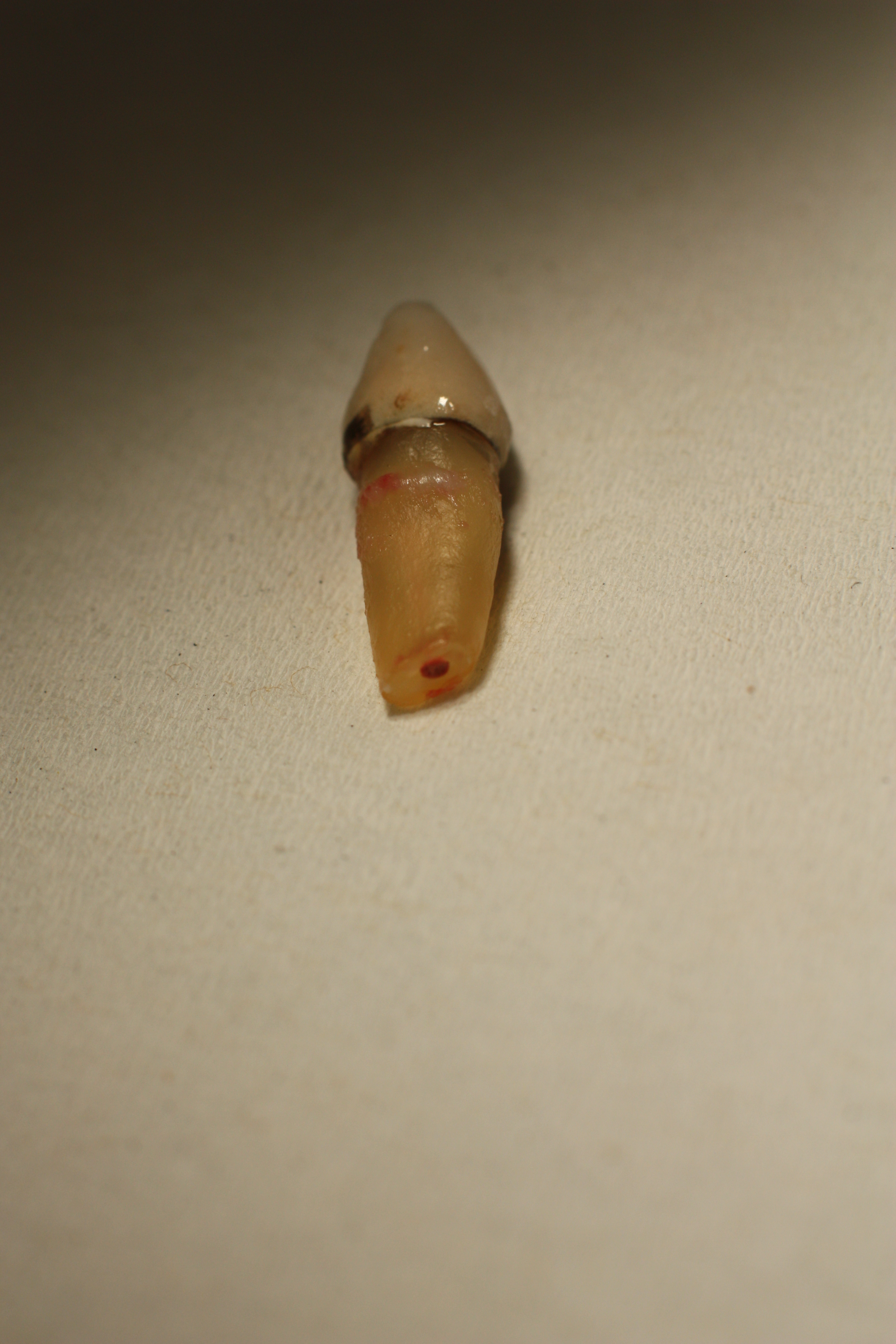
Extrahierter Zahn, der früher einer Wurzelspitzenresektion unterzogen wurde

Die Wurzelspitzenresektion (WSR, auch Apektomie, Wurzelspitzenamputation) ist eine Entfernung (Resektion) einer Wurzelspitze (Apex) des Zahnes.
Zwischen Entfernung der Wurzelspitze oder der Wurzel sollte unterschieden werden. Es handelt sich um eine Maßnahme der Zahnchirurgie zur Behandlung von Entzündungen, Infektionen oder anderen Schädigungen im Wurzelbereich. Bei einer konventionellen Wurzelkanalbehandlung erfolgt der Zugang zum Wurzelkanalsystem der Wurzelspitze durch die aufbereitete Zahnkrone hindurch. Bei einer Wurzelspitzenresektion erfolgt der Zugang auf die Zahnwurzel von außen durch den Kieferknochen. Dabei sollten etwa 2–3 mm der Wurzelspitze und der entzündete Bereich um die Wurzeln entfernt werden.
Die wissenschaftlich fundierte Methodik der Wurzelspitzenresektion führte 1908 Carl Partsch ein.

## Medizinischer Hintergrund

Schematische Darstellung einer Wurzelspitzenresektion mit retrograder Wurzelfüllung

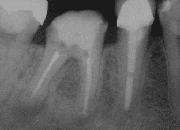
Ausgangszustand vor Wurzelspitzenresektion an einem unteren Backenzahn

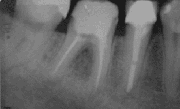
Darstellung desselben Backenzahnes 6 Monate nach der Wurzelspitzenresektion

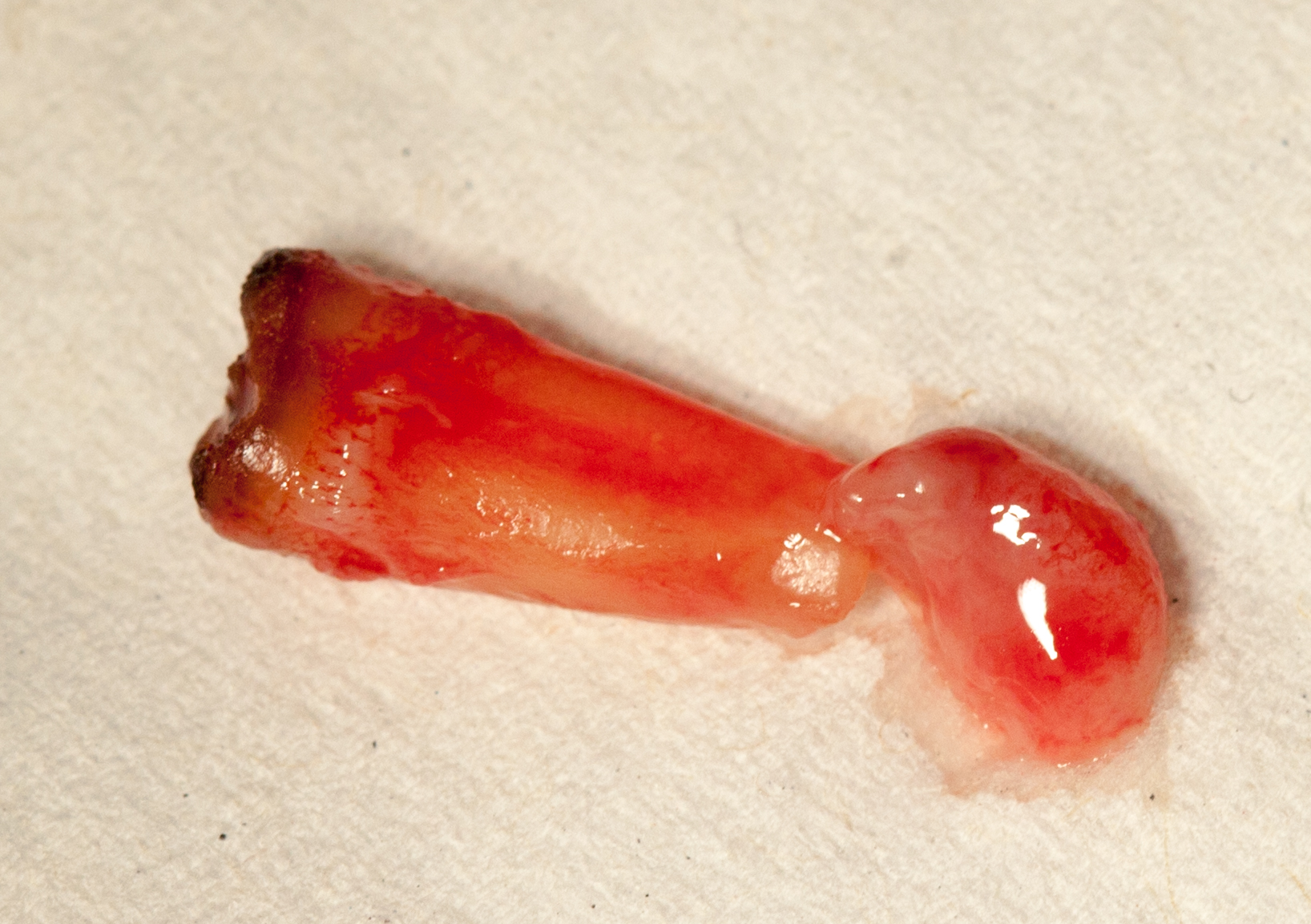
Granulom an einem frisch extrahierten Zahn. Solche Granulome werden auch durch eine WSR entfernt – dann ohne Extraktion

### Indikationen
Eine endodontologische Wurzelspitzenresektion kann notwendig werden, wenn es trotz einer korrekten orthograden – also auf dem „normalen Weg“ entlang des Wurzelkanals – durchgeführten endodontischen Behandlung (Wurzelkanalbehandlung) zu Komplikationen kommt:
- bei einer resorbierenden apikalen Parodontitis (röntgenologisch sieht man eine Aufhellung an der Wurzelspitze);
- wenn nach einer endodontischen Behandlung kein Heilungserfolg erzielt werden konnte;
- wenn von vornherein eine alleinige konservative Therapie aufgrund:
  - der Ausdehnung der entzündlichen Veränderung,
  - einer radikulären (wurzelnahen) Zyste,
  - der anatomischen Besonderheiten (z. B. Wurzelkrümmung, Ramifikationen), Verästelung der Wurzeln.

keine Erfolgsaussichten verspricht.
Weitere Indikationen sind:
- die Entfernung abgebrochener Instrumente im Wurzelkanal,
- Zahnfrakturen im unteren Wurzeldrittel.

### Erfolgsaussichten
Moderne Techniken der Wurzelresektion sehen die Verwendung eines dentalen Operationsmikroskopes, mikrochirurgischer Instrumente, Ultraschallpräparation der gekürzten Zahnwurzel sowie die Füllung mit metallverstärkten oder Kalzium-Silikat-basierten Materialien vor. Nach wissenschaftlich publizierten Angaben in begutachteten Fachzeitschriften liegen die kurz- und langfristigen Erfolgsaussichten für Wurzelresektionen mit modernen Operationsmethoden bei korrekter Indikationsstellung nach 1–7 Jahren bei 87–97 %.

### Kontraindikationen
Bei einer akuten apikalen Parodontitis kann eine vorherige Schrödersche Lüftung notwendig sein.

### Operationsrisiken
Die mit einer Wurzelspitzenresektion einhergehenden Operationsrisiken sind anatomiebedingt identisch mit den grundsätzlichen Risiken eines operativen Eingriffes in der Mundhöhle (z. B. einer operativen Zahnentfernung oder einer Implantation):
- Beschädigung von Nerven („taube Lippe“),
- Eröffnung der Kieferhöhle,
- Beschädigung von Nachbarzähnen,
- Verlust des Zahnes,
- Nachblutungen,
- Schwellung,
- Rezidiv (kann wieder auftreten).

Bei besonders kurzen Zahnwurzeln des zu operierenden Zahnes oder zu starker bereits bestehender Mobilität:
- Verringerte Festigkeit des Zahnes (als Pfeilerzahn für eine Brücke unbrauchbar). Siehe auch: Pfeilerwertigkeit.

### Alternativen
Eine Wurzelspitzenresektion stellt häufig die letzte Möglichkeit für den Erhalt des Zahnes dar. Falls möglich, sollte einer Revision der Wurzelkanalbehandlung (Entfernen der alten Wurzelfüllung, Desinfektion und neue Wurzelfüllung) der Vorzug gegeben werden. Generell gibt die Deutsche Gesellschaft für Zahn-, Mund- und Kieferheilkunde Zahnärzten hierzu folgende Empfehlung:

„Ein Verzicht auf eine orthograde Revision und die Entscheidung für einen rein apikalchirurgischen Eingriff ist nur dann sinnvoll, wenn auf orthogradem Wege ein ausreichender Zugang in das endodontische System oder eine Verbesserung des Zustandes auf orthogradem Wege nicht möglich/wahrscheinlich erscheint.“

Ungeachtet des aktuellen Stands der Wissenschaft sind im deutschsprachigen Raum Revisionen einer Wurzelbehandlung nach wie vor selten, während sich die Wurzelspitzenresektion weiterhin großer Beliebtheit erfreut. In Ländern wie den USA wird die Revision häufiger durchgeführt, da es dort in vielen Orten Fachzahnärzte für Endodontie gibt.

## Technisches Vorgehen

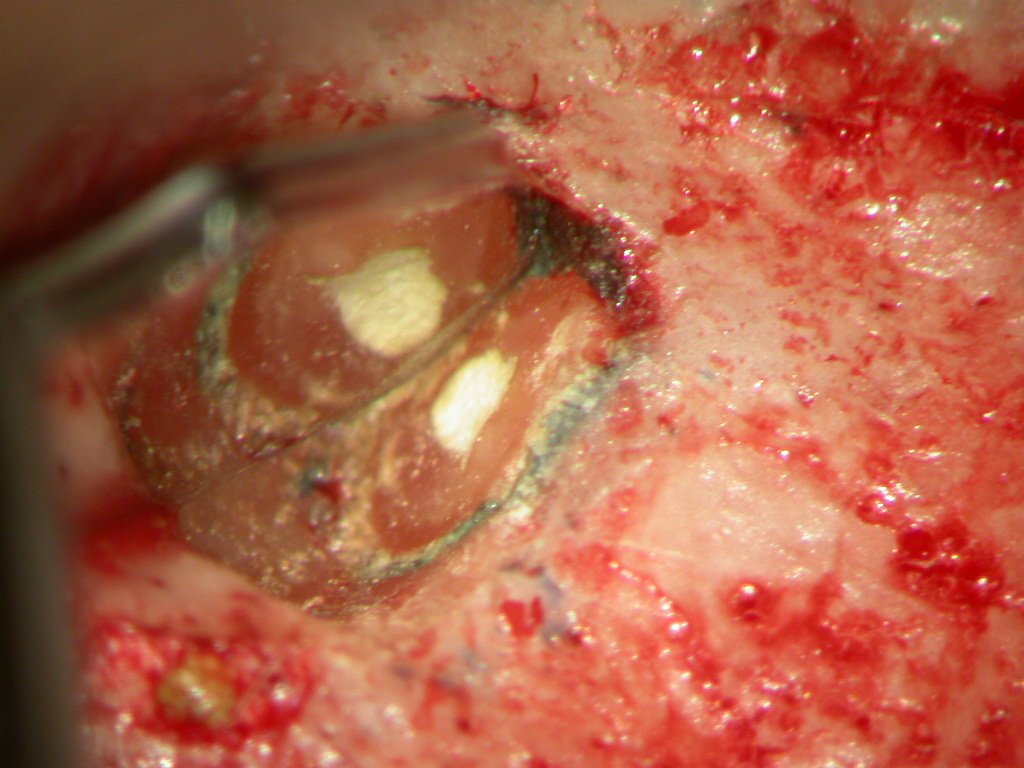
Retrograde Wurzelfüllung

Nach Durchführung einer Lokalanästhesie erfolgt die Mobilisierung eines Mukoperiostlappens (Zahnfleischlappen). Anschließend wird mit einer Kugelfräse unter Kühlung mit physiologischer Kochsalzlösung der Knochen über der Wurzelspitzenregion entfernt (Osteotomie) und der pathologische Befund entsprechend seiner Ausdehnung dargestellt. Das granulomatös entzündliche oder zystische periapikale Gewebe wird entfernt und die Wurzelspitze abgetrennt und geglättet. Am Resektionsquerschnitt wird die Wurzelkanalfüllung auf Dichtigkeit überprüft, gegebenenfalls muss die Wurzelkanalfüllung erneuert oder eine retrograde Wurzelfüllung gelegt werden. Dabei werden die Wurzelkanäle von der Gegenseite, d. h. an der Wurzelspitze, im Rahmen einer Wurzelspitzenresektion verschlossen.

## Krankenversicherungsrechtliche Aspekte
Die Kosten für die Behandlung mit einem Operationsmikroskop werden von den gesetzlichen Krankenkassen nicht übernommen. (Deutschland, Stand: Mai 2014)